# مجهولات
مجهولات هي رواية للكاتب الفرنسي الحائز على جائزة نوبل للآداب باتريك موديانو الحائز على جائزة نوبل في الأدب عام 2014 و على الجائزة الكبرى للأكاديمية الفرنسية للرواية سنة 1972، وجائزة غونكور سنة 1978.صدرت لأول مرة بالفرنسية عام 1999 عن دار غاليمار تحت عنوان Vestiaire de l'enfance وترجمت إلى العربية عام 2006 على يد المترجمة رنا حايك، وصدر عن دار ميريت للنشر والمعلومات بالقاهرة..

## ملخص الرواية
تدور أحداث الرواية حول ثلاثة نساء ضحايا لأسر مفككة وعلاقات إنسانية مبتورة، يعانين الإهمال والوحدة والضياع في غربة واسعة داخل النفس وخارجها. تبحث البطلات الثلاث عن معنى وجودهن في الحياة وسط واقع مزدوج ومعقد، يعكس الازدواجية وأوهام الأحلام المنهارة تحت ضغوط المدينة الصاخبة. النساء في الرواية يعشن عزلة نفسية وانغلاقًا يصعب اختراقه، وتفتقدن لأي تفسير واضح لمعنى الحياة أو للوجود برمته.

## تحليل ونقد
وُلد الكاتب عام 1945 في ظل حكومة فيشي، ويرى في تاريخ ولادته علامة على هوية ممزقة ورثها عن أبيه اليهودي. وهو مثل شخصياته، قضى طفولة تتأرجح بين الملاجئ والشوارع وممرات المترو الباريسي، تطارده ذاكرة غائبة ومحاولات لملمة ماضٍ مفكك. من هنا، فإن مجهولات لا تقتصر على كونها حكاية عن ضياع نساء، بل هي مرآة للقلق الإنساني في عالم يتقن التهميش والتشظي والتلاشي.تُعد مجهولات امتدادًا لمشروع باتريك موديانو الروائي الذي يتمحور حول الذاكرة والهوية، حيث تستعرض الرواية ثلاثة أصوات نسائية تبحث عن ذاتها وسط عالم ضبابي. وعلى الرغم من أن السرد يبدو في قراءة أولى محليًا، يغرق في التفاصيل الباريسية، فإن الطابع الإنساني للتجربة سرعان ما يتبدى. بطلات الرواية يبدأن كنسوة لا يملكن قصة حقيقية، لكن انكساراتهن وحنينهن وتمزقاتهن الداخلية تنقل التجربة إلى مستوى كوني. يحمل عنوان الرواية "مجهولات" دلالة مزدوجة، فهو يشير إلى أن النساء مجهولات بالنسبة لأنفسهن أولاً، وللآخرين أيضًا، نتيجة اغترابهن الوجودي وافتقارهن إلى ماضٍ مستقر.وتُركز الرواية على رحلة البحث عن الهوية من خلال شخصية "جان" التي تلتقي بسيدة تدعى "دوريس"، ما يفتح بابًا إلى ماضٍ غامض مليء بالأسرار والذكريات المدفونة. وتناقش الرواية الأبعاد الإنسانية المعقدة من الحب والفقد والذاكرة والنسيان، مما يجعلها دراسة عميقة في تشكيل الذات والهوية. تعكس الرواية موضوع الهوية من خلال صور إنسانية تعبر عن الضياع والاغتراب في العصر الحديث، حيث تمزج بين الذاكرة والتاريخ الشخصي بأسلوب سردي غامض ومبهم يخلق توترًا نفسيًا لدى القارئ.ويرى النقاد أن موديانو يتعامل مع الهوية كعملية متحركة متعددة الأبعاد، ترتبط بالذاكرة وتفاصيل الماضي، لكنها تعاني التمزق بين الانتماء والاغتراب. وتتلاقى حيوات البطلات الثلاث، الموزعة على قصص منفصلة، في مسار من الحيرة والضياع، يوازيه ضياع سردي يتعمّد موديانو تركه دون نهايات واضحة.